# Rhyssinae
Rhyssinae (лат.) — подсемейство наездников семейства ихневмониды (Ichneumonidae). Встречаются практически везде, за исключением Антарктиды и Австралии.
Rhyssinae — это наездники средних и больших размеров, в длину достигать могут 200 мм.

## Палеонтология
Древнейшая достоверная находка подсемейства в ископаемом состоянии была сделана в немецком карьере Мессель (эоцен, около 47 млн лет).

## Систематика
Мировая фауна включает 8 родов и около 260 видов, в Палеарктике — 5 родов и около 40 видов. Фауна России включает 5 родов и 19 видов наездников-ихневмонид этого подсемейства.
- Cytorhyssa
- Epirhyssa Cresson, 1865
- Lytarmes Cameron, 1899
- Megarhyssa Ashmead, 1900
- Myllenyxis Baltazar, 1961
- Rhyssa Gravenhorst, 1829
- Rhyssella Rohwer, 1920
- Triancyra Baltazar, 1961